# 1106. komunikacijska brigada (ZDA)
1106. komunikacijska brigada je bila komunikacijska brigada Kopenske vojske Združenih držav Amerike.

## Zgodovina
Leta 1992 je bila brigada preimenovana v 516. komunikacijsko brigado.